# Bufoniceps laungwalaensis
Bufoniceps laungwalaensis є ящіркою-агамідою, яка зустрічається в Індії (пустеля Раджастан, округ Джайсалмер). Типова місцевість зареєстрована як озеро Чоморирі, Тибет. Це єдиний вид в роду Bufoniceps.